# Olympische Sommerspiele 1920/Leichtathletik – 3000 m Hindernis (Männer)

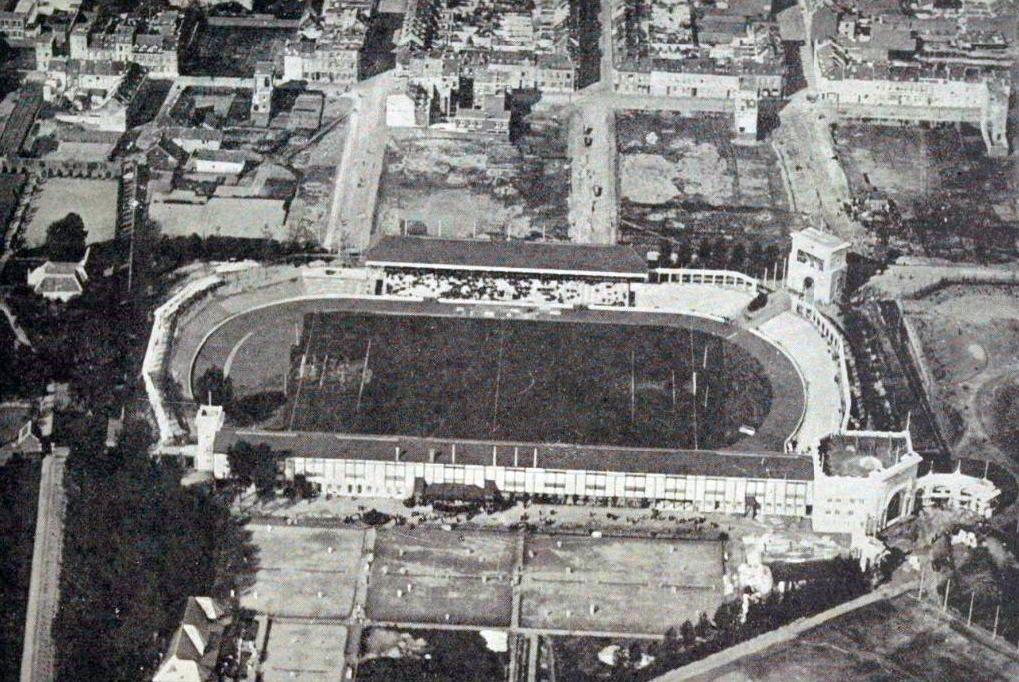
Das Antwerpener Olympiastadion

Der 3000-Meter-Hindernislauf der Männer bei den Olympischen Spielen 1920 in Antwerpen wurde am 18. und 20. August 1920 im Antwerpener Olympiastadion ausgetragen. Sechzehn Athleten nahmen teil. Die Disziplin wurde das erste Mal über diese Distanz ausgetragen. 1900 hatte es Rennen über 4000 und 2500 Meter, 1904 über 2590 Meter und 1908 über 3200 Meter gegeben.
Olympiasieger wurde der Brite Percy Hodge. Silber gewann den US-Amerikaner Patrick Flynn, Bronze ging an Ernesto Ambrosini aus Italien.
Athleten aus der Schweiz nahmen nicht teil. Deutschland und Österreich waren von diesen Spielen ausgeschlossen.

## Rekorde
Weltrekorde wurden auf dieser Strecke damals nicht geführt, da es noch keine standardisierten Regeln für die Aufstellung der Hindernisse gab.

### Bestehende Rekorde
| Weltbestleistung   | 9;49,8 min                                                     | Jonas Ternström ( Schweden)                                    | Malmö, Schweden                                                | 4. Juli 1914                                                   |
| Olympischer Rekord | Wettbewerb über diese Distanz erstmals im olympischen Programm | Wettbewerb über diese Distanz erstmals im olympischen Programm | Wettbewerb über diese Distanz erstmals im olympischen Programm | Wettbewerb über diese Distanz erstmals im olympischen Programm |

### Erste olympische Rekorde
Dreimal gab es in diesem erstmals bei Olympischen Spielen ausgetragenen Wettbewerb einen neuen olympischen Rekord:
- 10:23,0 min – Michael Devaney (USA), erster Vorlauf am 18. August
- 10:17,4 min – Percy Hodge (Großbritannien), dritter Vorlauf am 18. August
- 10:00,4 min – Percy Hodge (Großbritannien), Finale am 20. August

## Durchführung des Wettbewerbs
Am 18. August um 10.00 Uhr Ortszeit wurden insgesamt drei Vorläufe durchgeführt. Die jeweils drei besten Läufer – hellblau unterlegt – qualifizierten für das Finale am 20. August (Start: 9.00 Uhr).

## Vorläufe
Datum: 18. August 1920, 10.00 Uhr Ortszeit
Die Zeitangaben sind nicht komplett überliefert.

### Vorlauf 1

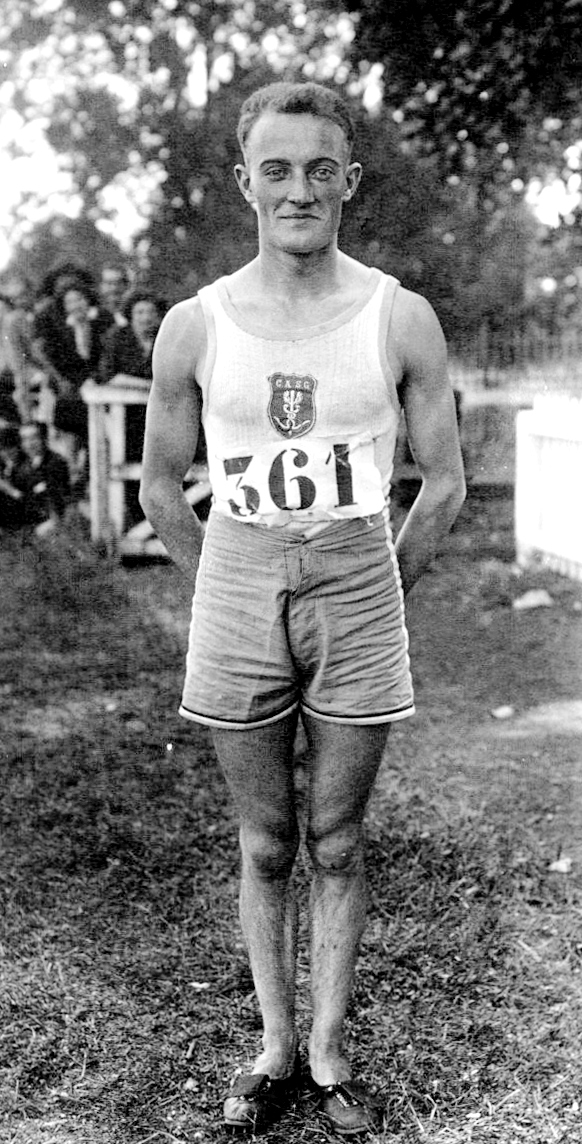
Edmond Brossard – ausgeschieden als Vierter des ersten Vorlaufs

| Platz | Name              | Nation             | Zeit        | Anmerkung |
| ----- | ----------------- | ------------------ | ----------- | --------- |
| 1     | Michael Devaney   | USA                | 10:23,0 min | OR        |
| 2     | Ernesto Ambrosini | Königreich Italien | 10:33,6 min |           |
| 3     | Oskari Rissanen   | Finnland           | 11:07,5 min |           |
| 4     | Edmond Brossard   | Frankreich         | k. A.       |           |

### Vorlauf 2
| Platz | Name          | Nation     | Zeit        | Anmerkung |
| ----- | ------------- | ---------- | ----------- | --------- |
| 1     | Patrick Flynn | USA        | 10:36,0 min |           |
| 2     | Lars Hedwall  | Schweden   | 10:43,5 min |           |
| 3     | Ray Watson    | USA        | 10:49,0 min |           |
| 4     | Robert Geyer  | Frankreich | 11:11,9 min |           |
| 5     | Josef Holsner | Schweden   | k. A.       |           |

### Vorlauf 3
| Platz | Name               | Nation             | Zeit        | Anmerkung |
| ----- | ------------------ | ------------------ | ----------- | --------- |
| 1     | Percy Hodge        | Großbritannien     | 10:17,4 min | OR        |
| 2     | Gustaf Mattsson    | Schweden           | 10:22,6 min |           |
| 3     | Albert Hulsebosch  | USA                | 10:26,8 min |           |
| 4     | Ilmari Vesamaa     | Finnland           | 10:32,2 min |           |
| 5     | Frédéric Langrenay | Frankreich         | 10:39,8 min |           |
| 6     | Georges Guillon    | Frankreich         | 10:44,3 min |           |
| DNF   | Carlo Martinenghi  | Königreich Italien |             |           |

## Finale

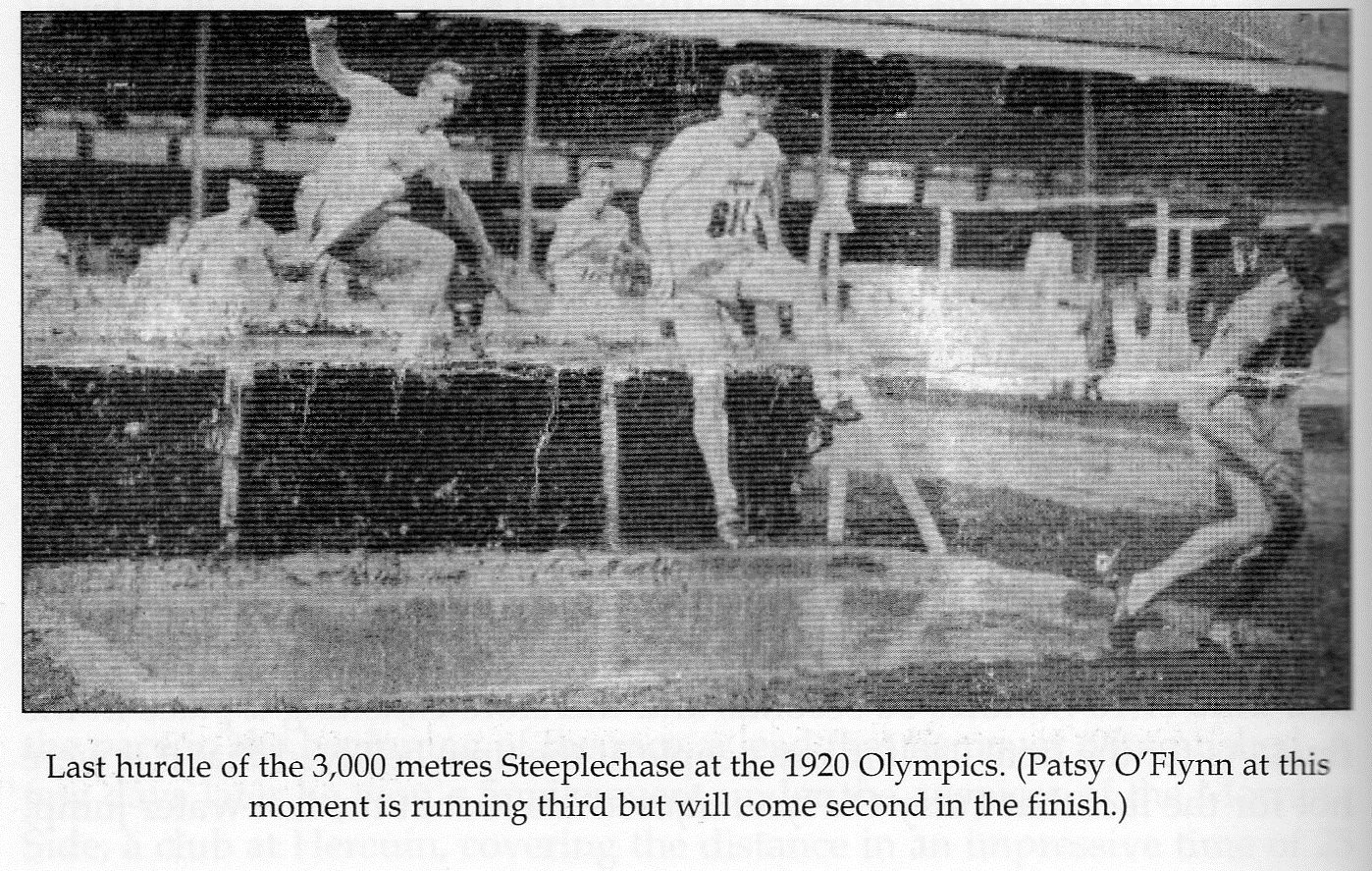
Die letzte Wassergrabenüberquerung im 3000-Meter-Hindernis-Finale

Datum: 20. August 1920, 9.00 Uhr Ortszeit
| Platz | Name              | Nation             | Zeit        | Anmerkung |
| ----- | ----------------- | ------------------ | ----------- | --------- |
| 1     | Percy Hodge       | Großbritannien     | 10:00,4 min | OR        |
| 2     | Patrick Flynn     | USA                | 10:21,0 min |           |
| 3     | Ernesto Ambrosini | Königreich Italien | 10:32,0 min |           |
| 4     | Gustaf Mattsson   | Schweden           | 10:32,1 min |           |
| 5     | Michael Devaney   | USA                | 10:34,3 min |           |
| 6     | Albert Hulsebosch | USA                | 10:37,7 min |           |
| 7     | Lars Hedwall      | Schweden           | 10:42,2 min |           |
| 8     | Ray Watson        | USA                | 10:50,3 min |           |
| DNS   | Oskari Rissanen   | Finnland           |             |           |

Dieses Rennen wurde nicht auf der Rundbahn des Stadions in Antwerpen ausgetragen, sondern fand auf einer Grasbahn statt. Mit dem Briten Percy Hodge gab es einen überlegenen Sieger, der mit fast zwanzig Sekunden Vorsprung Olympiasieger wurde. Die 10-Minuten-Marke verfehlte er dabei knapp, stellte aber einen neuen olympischen Rekord auf.

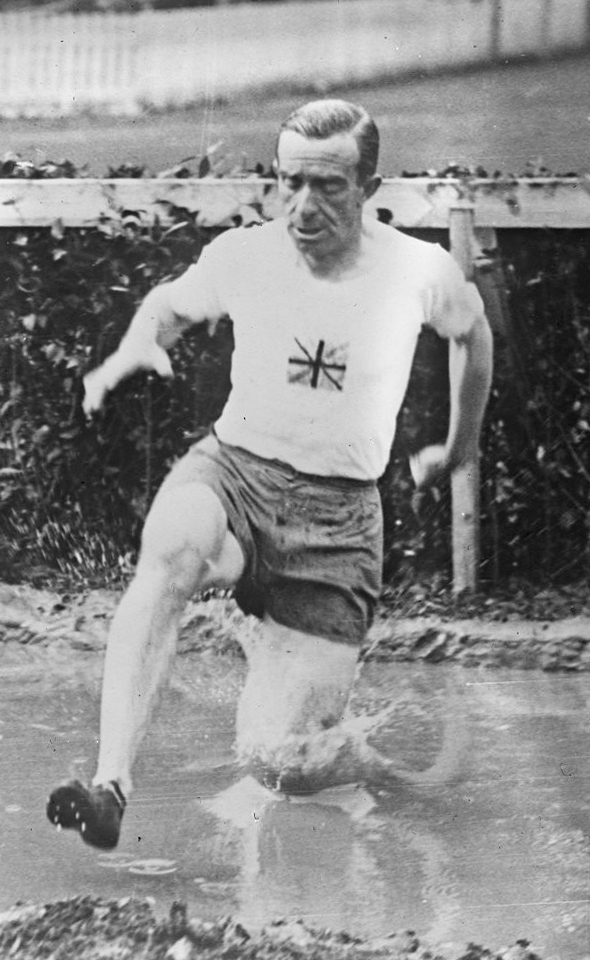
Olympiasieger Percy Hodge
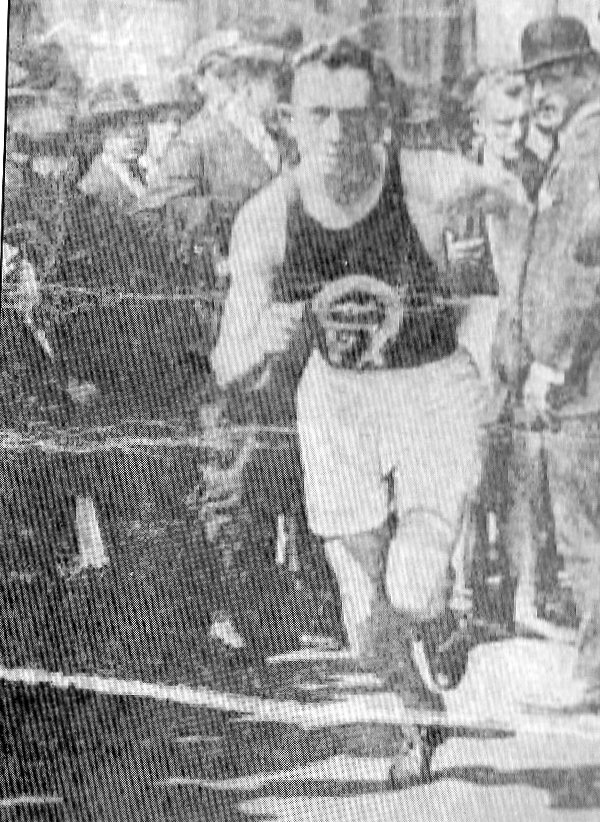
Silbermedaillengewinner Patrick Flynn